# Kachnička mandarinská

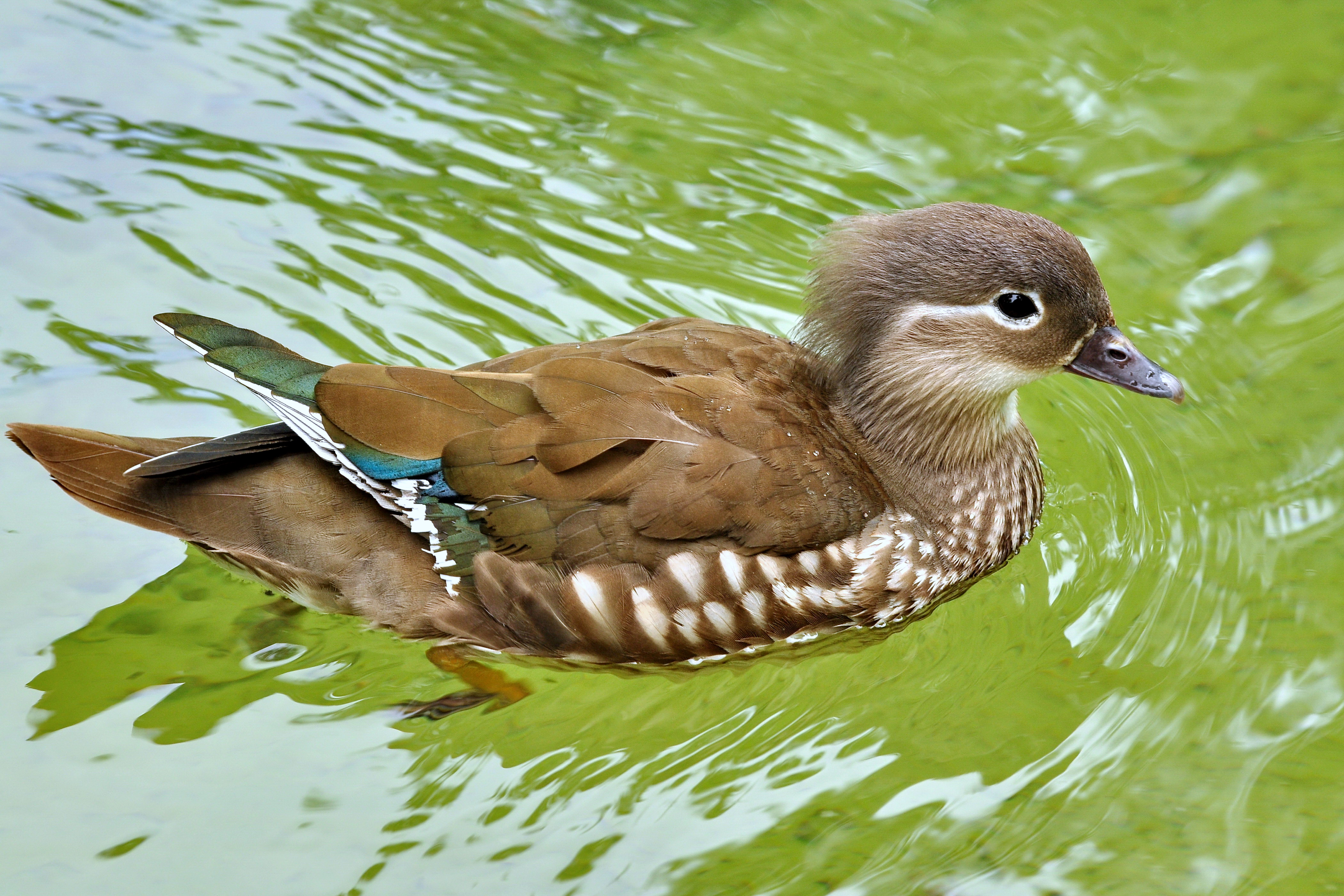
Samice kachničky mandarinské je podobná samici kachničky karolínské.

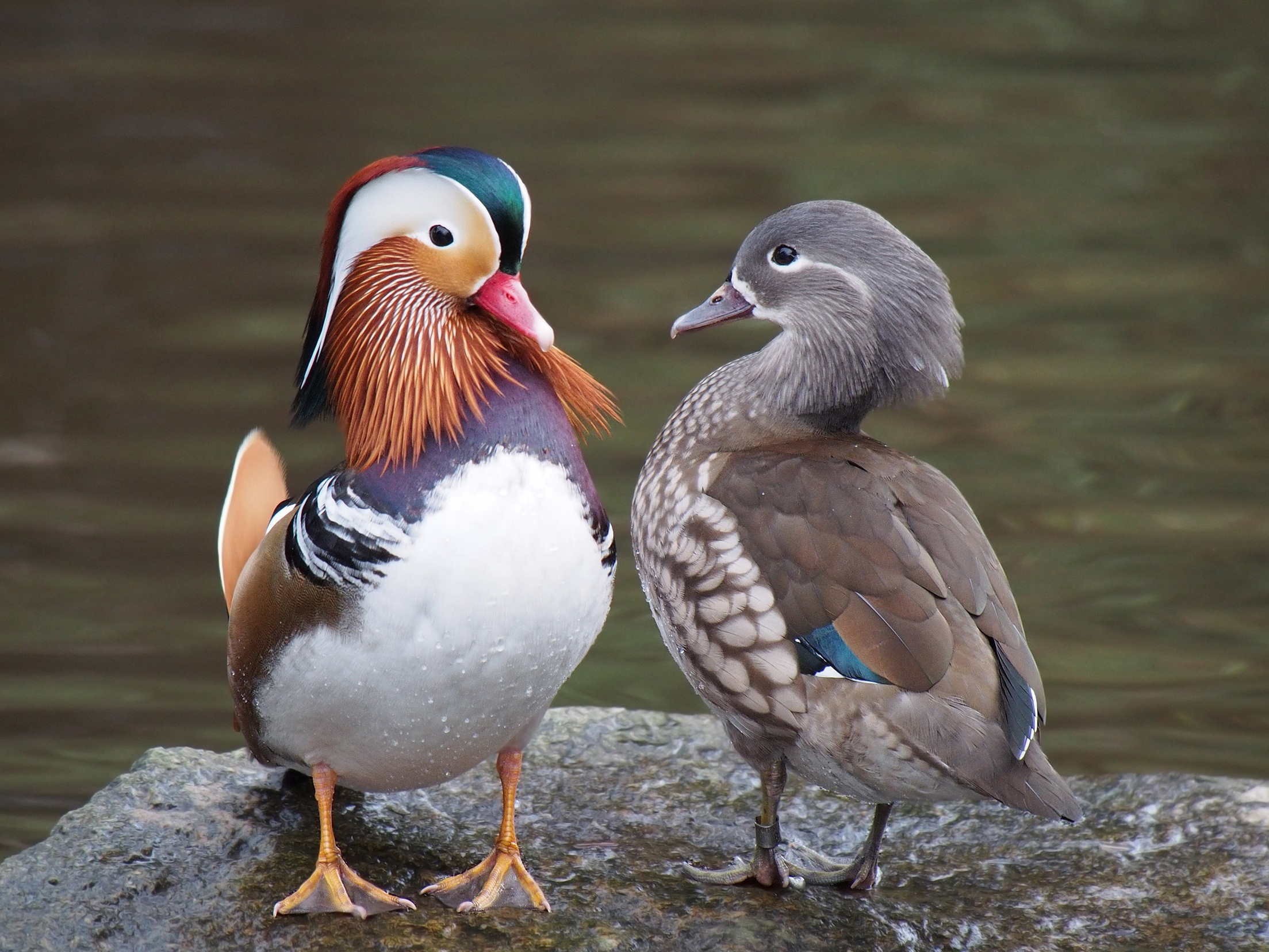
Pár kachničky mandarinské

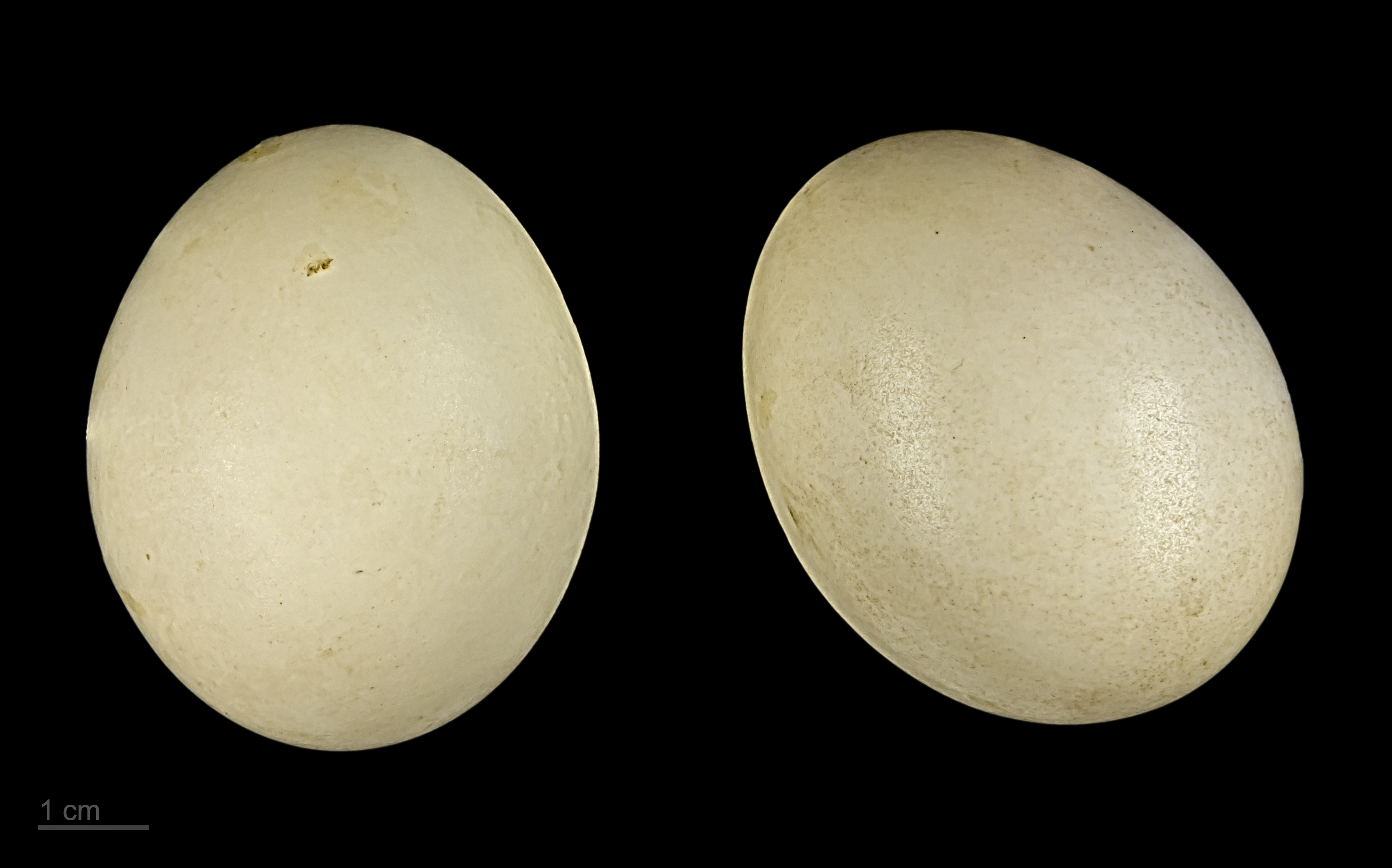
Vejce kachničky mandarinské

Kachnička mandarinská (Aix galericulata) je malý vrubozobý pták z čeledi kachnovití. Pochází z Asie, kde v současné době obývá Amur, Sachalin, Japonsko, Mandžusko, Čínu a Severní a Jižní Koreu. Do Evropy byl dovezen během 18. století jako ozdobný pták, v současné době zde volně hnízdí mimo Britských ostrovů 850–3000 párů, dalších asi 7000 ptáků žije volně na území Velké Británie.
V Česku začaly pravidelně hnízdit přibližně od roku 2011 v Brně na Svratce, kde nyní žije asi 20 jedinců.

## Popis
Samec kachničky mandarinské ve svatebním šatu patří mezi nejzdobnější a nejkrásnější ptáky světa. Má vysokou chocholku, péra zlaté barvy a pár jasně žlutých čepelí tvořených širokými vnitřními prapory křídelních krovek. Tyto čepele mají čistě ornamentální funkci a samec je může vztyčit nad boky. Samice a samci v prostém šatu jsou většinou olivově hnědí. Nenápadně zbarvenou samici ale snadno poznáme dle úzkého bílého proužku za okem. Jako ostatní kachny sedající na větvích má ostré drápy, které jí pomáhají při pevném uchopení větve, a dlouhý široký ocas, působící jako brzda ke zpomalení letu, když kachnička dosedá na větev.
Vyskytuje se tradičně v lesnatých oblastech kolem řek a jezer, na konci léta i v zatopených rýžových polích a mokřinách. Často je lze najít i v parcích.
Největší aktivitu projevují kachničky ráno a večer, kdy si začínají vyhledávat potravu. Během dne odpočívají na břehu nebo na stromech rostoucích podél břehů. Nevytvářejí trvalá manželství, ale každý rok si hledají nového partnera.
Ačkoliv jsou kachničky mandarinské převážně vegetariáni, najdeme na jejich jídelníčku i drobné živočichy – např. měkkýše či malé rybky. V pozdním létě je také často najdeme na rýžových a obilných polích. Na podzim si zpestřují jídelníček také bukvicemi, žaludy a kaštany. Potravu sbírá na zemi, na stromech a ve vodě – čvachtáním, panáčkováním a jen vzácně se potápí.

## Výskyt
Nadměrný lov a především ničení prostředí, v němž se vyskytuje, měl za následek velké snižování stavů kachničky mandarinské v oblastech přirezeného výskytu. Celá populace v původním areálu výskytu ve Východní Asii je dnes odhadována na 7500 párů, z toho asi 5000 v Japonsku, kde se s ochranou od roku 1947 stavy opět zvýšily, trvale působícím negativním faktorem jsou však nepříznivé změny vodních prostředí. Úspěšně byla vysazena ve Velké Británii, kde bylo napočítáno až 7000 jedinců. Jako okrasný pták je chována v mnoha uzavřených i polodivokých chovech po celé Evropě.
V České republice byla kachnička mandarinská ve volné přírodě poprvé zaznamenána ve druhé polovině 19. století, kdy byl u Hodonína zastřelen kačer ve svatebním šatu. První zaznamenané hnízdění proběhlo v roce 1980 u Lednice, po roce 2003 je pozorován obecný nárůst početnosti a po roce 2011 již pravidelné hnízdění, zejména v Jihomoravském kraji. Na Svratce v Brně bylo mezi lety 2011–2018 zaznamenáno celkem 37 případů hnízdění.

## Námluvy
Po složitých zásnubních tancích vybírá samice místo pro hnízdo, což bývá nejčastěji dutina ve stromě nedaleko vody. Sezení na vejcích pak obstarává sama. Několik dní po vylíhnutí musí mláďata kachničky vyskákat z hnízda na zem. Matka pak svoje potomstvo odvede na místo, které si vybrala jako zdroj potravy. Po šesti týdnech se mladé kachničky stávají zcela soběstačnými.

## Zajímavosti
V Číně si lidé dříve darovávali párek kachniček mandarinských v kleci jako symbol manželské věrnosti. Později začaly tuto roli plnit kachničky vyrobené ze dřeva. V Koreji dostávají nevěsta a ženich při svatbě jako dar dvě dřevěné kachničky jako symbol přání šťastného manželství.
Samice kachničky mandarinské mají plně funkčně vyvinutý jen jeden vaječník. Ten u velmi starých samic zakrní, a druhý, jen nedokonale vyvinutý vaječník, se začne přeměňovat na samčí pohlavní žlázu. Samice se tak změní v neplodného samce a získá samčí zbarvení.
Z důvodu neobvyklé krásy samců v období páření bývá tento druh velmi hojně zastoupen v zoologických zahradách. V České republice je možné ho vidět například v Zoo Zlín, Zoo Děčín, Zoo Tábor. Na Slovensku je chován v Zoo Bojnice, Zoo Bratislava a Zoo Košice.